# Diocèse de Créteil
Le diocèse de Créteil est une Église particulière de l’Église catholique (selon le canon §368) couvrant l’ensemble du département du Val-de-Marne, soit 245 km2. 

## Historique
Le siège épiscopal du diocèse érigé le 9 octobre 1966 par Paul VI est localisé à Créteil. Lorsque le nouveau diocèse de Créteil fut érigé, l'église Saint-Louis-et-Saint-Nicolas de Choisy-le-Roi devint l'église cathédrale du diocèse et le demeura jusqu'en 1987, date à laquelle Notre-Dame de Créteil, nouvellement construite, devint la nouvelle cathédrale. Depuis lors, l'église de Choisy-le-Roi garde le titre de cathédrale à titre honorifique, sans plus en avoir la fonction. 
La cathédrale Notre-Dame de Créteil est une église nouvelle inaugurée le 18 juin 1976 qui devient cathédrale en 1987. Reconstruite en 2013, sa consécration officielle a eu lieu le 20 septembre 2015.
Le diocèse compte 19 secteurs paroissiaux regroupant 82 paroisses, 95 prêtres diocésains, 41 diacres permanents, 4 aumôniers militaires, 70 religieux et religieuses permanents, et 70 laïcs chargés de mission. Il compte aussi 744 religieux regroupés en 91 communautés, dont 18 communautés provinciales ou générales, 3 monastères et 7 noviciats.
L'enseignement catholique du diocèse de Créteil représente 22 500 élèves en 39 établissements, de la maternelle au lycée.
Suffragant de l'archidiocèse de Paris, il fait partie de la province ecclésiastique de Paris et est membre de la conférence des diocèses de l'Île-de-France.
Ses saints patrons sont les martyrs Agoard et Agilbert.

## Abus sexuels
En 2019, à la suite d'une plainte pour viol, le diocèse de Créteil, refuse la présence de la chorale des Petits Chanteurs de Nogent-sur-Marne dans des manifestations à l'intérieur d'un édifice religieux.

## Les évêques de Créteil
- 9 octobre 1966 - 13 août 1981 : Robert de Provenchères
- 13 août 1981 - 3 mai 1997 : François Frétellière
- 3 mai 1997 - 25 mars 1998 : siège vacant
- 25 mars 1998 - 4 septembre 2007 : Daniel Labille
- 4 septembre 2007 - 9 janvier 2021 : Michel Santier
- depuis le 9 janvier 2021 : Dominique Blanchet

## Évêques originaires du diocèse de Créteil
- Cardinal Philippe Barbarin, archevêque émérite de Lyon

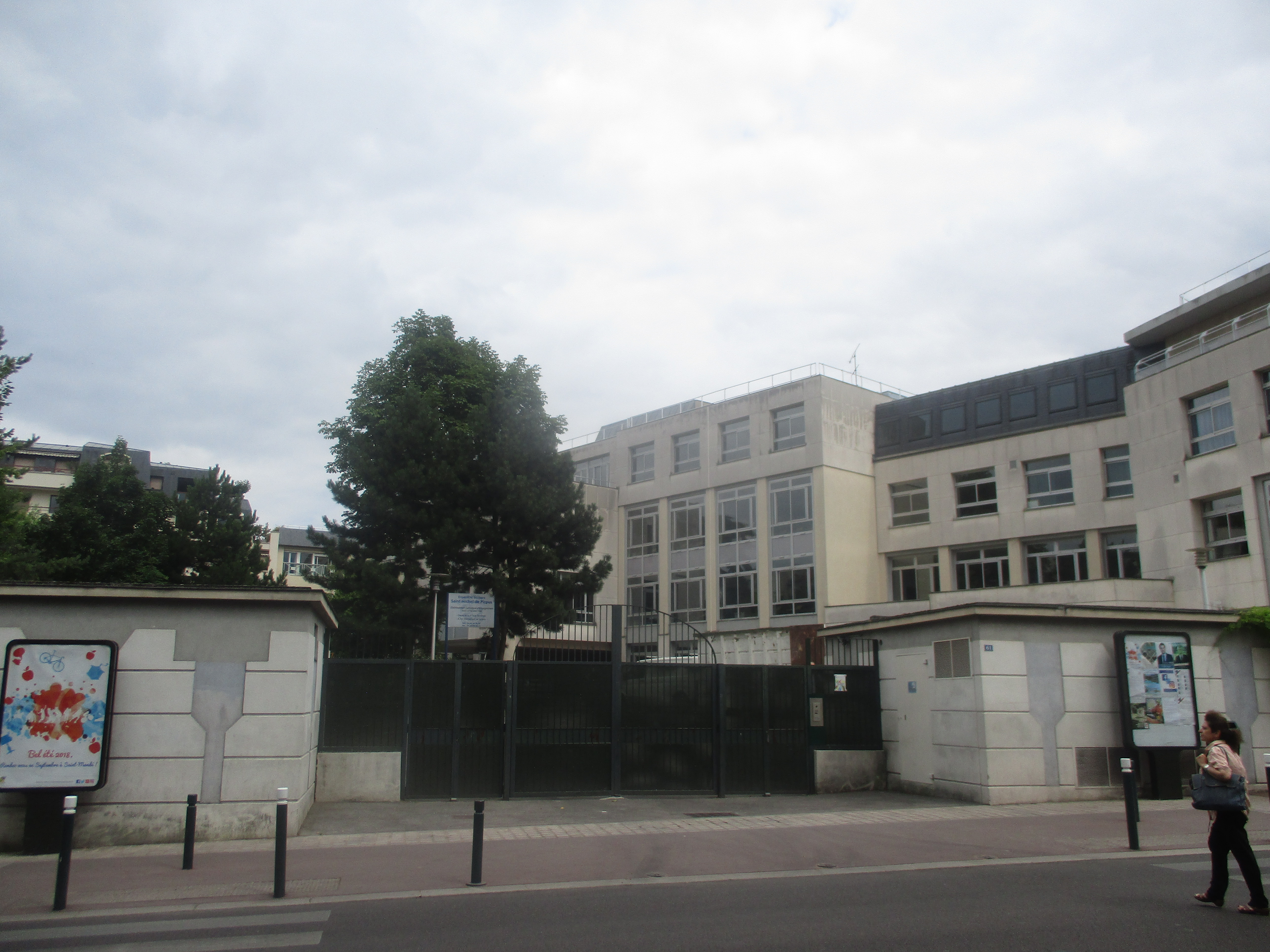
Ensemble scolaire Saint-Michel de Picpus.

- Jacques Habert, évêque de Séez

## Établissements d'enseignement diocésain
- Collège Le Sacré-Cœur à Ablon-sur-Seine
- École Les Sacrés-Cœurs à Boissy-Saint-Léger
- École Notre-Dame à Bonneuil
- Collège Saint-Thomas de Villeneuve à Bry-sur-Marne
- École et collège Saint-Joseph à Cachan
- Collège Sainte Thérèse à Champigny-sur-Marne
- Lycée Notre-Dame des Missions - Saint-Pierre à Charenton
- École Saint-Louis Blaise Pascal à Choisy-le-Roi
- Lycée Saint-André à Choisy-le-Roi
- Collège de Maillé à Créteil
- Ensemble Sainte Marie (pôle général et technologique) à Créteil
- Ensemble Sainte Marie (pôle professionnel) à Joinville-le-Pont
- École Jeanne-d’Arc à Fontenay-sous-Bois
- École Saint-Joseph à Gentilly
- École Jean-XXIII à Ivry-sur-Seine
- École Notre-Dame de l'Espérance à Ivry-sur-Seine
- École Jeanne d'Arc au Kremlin-Bicêtre
- École Saint-François à Maisons-Alfort
- École Notre-Dame à Maisons-Alfort
- École Sainte-Thérèse à Maisons-Alfort
- École Saint-André à Nogent-sur-Marne
- Lycée Albert-de-Mun à Nogent-sur-Marne
- Institut Montalembert à Nogent-sur-Marne
- École du Saint-Esprit à Orly
- Collège Fondation d'Auteuil Jean XXIII à Orly
- École Notre-Dame à Saint-Mandé
- Lycée Saint-Michel de Picpus à Saint-Mandé
- École Le Rosaire à Saint-Maur
- Collège Jeanne-d'Arc à Saint-Maur
- Collège Saint-André à Saint-Maur
- Lycée Teilhard de Chardin à Saint-Maur
- Lycée Petit-Val à Sucy-en-Brie
- École Sainte-Marie à Thiais
- Lycée professionnel Sacré-Cœur (Fondation d'Auteuil) à Thiais
- Lycée Saint-Joseph à Villejuif
- École Saint-Joseph à Vincennes
- Lycée Notre-Dame de la Providence à Vincennes
- Lycée Grégor Mendel à Vincennes
- en lien avec le diocèse : Collège de Tokombéré (Cameroun)

## Initiatives
Dans le cadre de la démarche Diaconia 2013, le diocèse a instauré des Tables Ouvertes Paroissiales (TOP) en 2014.